# Jaderná elektrárna Chung-jen-che
Jaderná elektrárna Chung-jen-che (čínsky znaky tradiční 中仁車核電廠) je provozní jaderná elektrárna v Číně. Nachází se v provincii Liao-ning poblíž města Ta-lien. Šest provozních reaktorů má celkový hrubý výkon 6714 MW.

## Historie a technické informace

### Počátky
Již v březnu 1984 udělila vláda plánovací povolení k výstavbě jaderné elektrárny v provinciích Liao-ning, která měla být realizována v rámci sedmého pětiletého plánu. V lednu 1985 bylo vládou Číny oznámeno, že probíhají jednání s Francií o výstavbě jaderné elektrárny v provincii Liao-ning. Čína uvažovala o zakoupení dvou 900 MW reaktorů. Sama Čína zamýšlela většinu součástek vyrábět sama v deseti továrnách. Konkrétní jednání o tom však neproběhla. Přesné místo nebylo určeno. Ve stejném roce byla zadána studie proveditelnosti. Přestože vztahy mezi Čínou a Sovětským svazem nebyly dobré od 60. let 20. století, kolem roku 1985 se to však změnilo poté, co byl Sovětský svaz pověřen realizovat různé modernizační projekty. Ke konci roku 1989 poskytl Sovětský svaz půjčky Číně, i když za tvrdých podmínek. V rámci těchto vztahů měl Sovětský svaz zájem i o výstavbu jaderné elektrárny v provincii Liao-ning. Měly být postaveny dva reaktory VVER-1000 blíže nespecifikovaného typu.
V prosinci 1992, během návštěvy Borise Jelcina, nástupnický stát Rusko podepsal smlouvu na dva VVER-1000. Rusko souhlasilo s poskytnutím vládní půjčky Číně na elektrárnu. Závod měl postavit Atomenergoexport. V samostatné druhé sekci by později byly postaveny další dva jaderné reaktory. Projekt byl však kvůli energetickým potřebám přesunut do lokality Lien-jün-kang a tímto krokem byla na dlouhou dobu lokalita v provincii Liao-ning vyřazena.

### První fáze
Teprve v rámci jedenáctého pětiletého plánu v letech 2006 až 2010 byla lokalita znovu poskytnuta pro nové reaktory a pokračovala pod názvem Chung-jen-che. První plány počítaly s postavením dvou reaktorů, později čtyř. Náklady na tyto čtyři bloky byly 6,6 miliardy dolarů, což odpovídá 1530 dolarům za kilowatt a byly tedy v mezinárodním srovnání velice levné. Stavba měla probíhat ve dvou fázích. První počítala s postavením čtyř reaktorů CPR-1000, následovat měla druhá fáze s dalšími dvěma reaktory.

#### Výstavba
Výstavba prvního bloku byla zahájena 18. srpna 2007. Ve stejném měsíci hlavní dodavatel Dongfang pověřil francouzskou společnost Alstom, aby dodala čtyři turbínová soustrojí pro všechny čtyři bloky elektrárny. Osvědčená turbína Arabelle má být použita s objemem zakázky 184 milionů dolarů. Následovala výstavba druhého bloku, která začala 28. března 2008, výstavba bloku 3 dne 7. března 2009 a konečně výstavba bloku 4 dne 15. března 2009. 20. září 2011 byla instalována kopule budovy čtvrtého reaktoru. Dne 12. října 2011 byla dokončena studená provozní zkouška 1. bloku. Plán byl uvést blok do provozu koncem roku 2012. V červnu 2013 byly první i druhý blok téměř dokončeny. Třetí a čtvrtý blok byly dokončeny z 66 % a ze 40 %.

#### Uvedení do provozu
První blok byl připojen k síti 17. února 2013 a uveden do provozu 6. června 2013. Následoval druhý blok s připojením k síti dne 23. listopadu 2013 a uvedením do provozu 13. května 2014. Bloky 3 a 4 byly nakonec uvedeny do provozu 16. srpna 2015 a 8. června 2016.

### Druhá fáze
Druhá fáze výstavby jaderné elektrárny Chung-jen-che počítala s výstavbou dalších dvou identických reaktorů. Do konce roku 2013 byla Státní komisi pro reformu a plánování předložena zpráva o vlivu na životní prostředí a typ reaktoru byl změněn na modernizovanou verzi ACPR-1000.

#### Výstavba
Dne 23. března 2015 byla oficiálně zahájena výstavba pátého bloku. 24. července 2015 byla oficiálně zahájena výstavba šestého bloku.
Oba reaktory by měly být původně v provozu do roku 2016. S novými plány z roku 2014 měl být pátý blok v provozu v listopadu 2019 a šestý v srpnu 2020.

#### Uvedení do provozu
Chung-jen-che 5 byl připojen k síti 25. června 2021 a komerční provoz zahájil 21. července 2021. Chung-jen-che 6 byl uveden do provozu 2. května 2022 a komerční provoz byl zahájen 23. června 2022.

## Informace o reaktorech
| Reaktor         | Typ reaktoru | Výkon   | Výkon   | Zahájení výstavby | Připojení k síti | Uvedení do provozu | Uzavření |
| Reaktor         | Typ reaktoru | Čistý   | Hrubý   | Zahájení výstavby | Připojení k síti | Uvedení do provozu | Uzavření |
| --------------- | ------------ | ------- | ------- | ----------------- | ---------------- | ------------------ | -------- |
| Chung-jen-che-1 | CPR-1000     | 1061 MW | 1119 MW | 18. 8. 2007       | 17. 2. 2013      | 6. 6. 2013         |          |
| Chung-jen-che-2 | CPR-1000     | 1061 MW | 1119 MW | 28. 3. 2008       | 23. 11. 2013     | 13. 5. 2014        |          |
| Chung-jen-che-3 | CPR-1000     | 1061 MW | 1119 MW | 7. 3. 2009        | 23. 3. 2015      | 16. 8. 2015        |          |
| Chung-jen-che-4 | CPR-1000     | 1061 MW | 1119 MW | 15. 8. 2009       | 1. 4. 2016       | 8. 6. 2016         |          |
| Chung-jen-che-5 | ACPR-1000    | 1061 MW | 1119 MW | 29. 3. 2015       | 25. 6. 2021      | 31. 7. 2021        |          |
| Chung-jen-che-6 | ACPR-1000    | 1061 MW | 1119 MW | 24. 7. 2015       | 2. 5. 2022       | 23. 6. 2022        |          |